# CV-148
CV-148 (Cabanes - Oropesa del Mar, en valenciano y oficialmente Cabanes - Orpesa, también Vial Cabanes - Oropesa), carretera valenciana que permite una rápida conexión entre los municipios de Puebla Tornesa y Cabanes con la costa.

## Nomenclatura
La carretera CV-148 pertenece a la red de carreteras de la Generalidad Valenciana. Su nombre está formado por las iniciales CV, que indica que es una carretera autonómica de la Comunidad Valenciana, y el 148 es el número que recibe según el orden de nomenclaturas de las carreteras de la CV.

## Historia

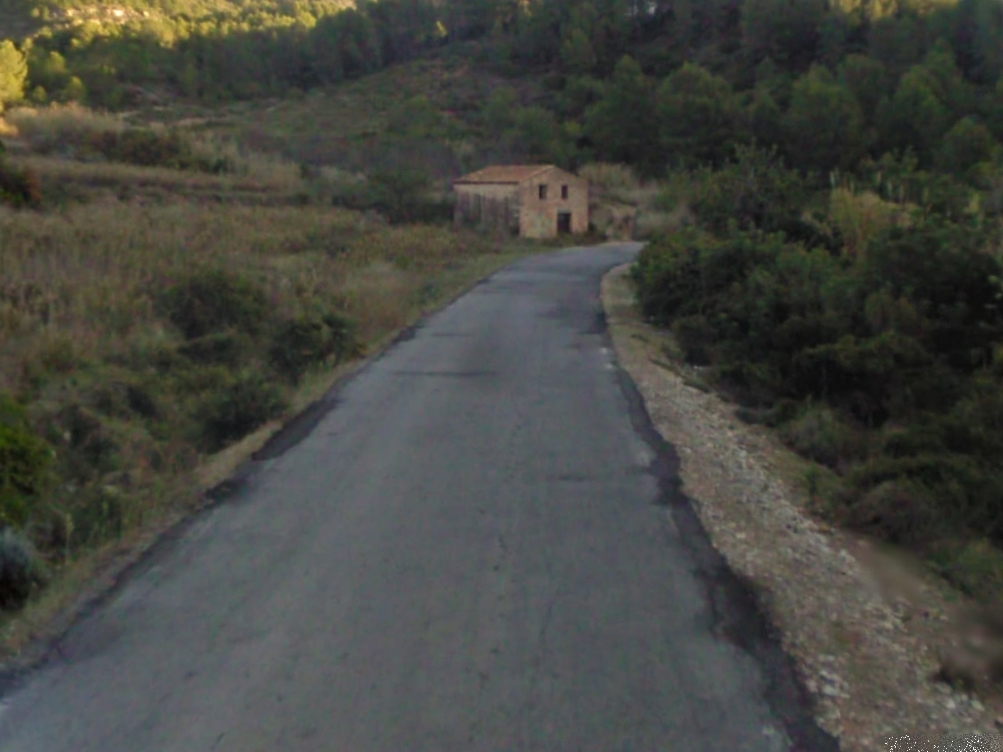
Estado actual de la vía a mitad de su trazado

La actual vía nace de una pista forestal, que conectaba Cabanes con Oropesa por el Desierto de las Palmas.

## Trazado actual
La remodelación de la vía es objeto de múltiples reivindicaciones entre la plataforma ecologista "Salvem El Desert" y la Generalidad Valenciana, debido a que el trazado paralelo al actual pasa muy próxima al parque natural del Desierto de las Palmas. Dichas reivindicaciones, sumadas al gran impacto medioambiental que la vía provocaría en la zona, han hecho que la construcción del nuevo vial se alargue varios años más de lo previsto.

## Recorrido
| Velocidad | Esquema                                                                 | Esquema | Esquema                                                          | Notas |
| --------- | ----------------------------------------------------------------------- | ------- | ---------------------------------------------------------------- | ----- |
|           | Marina d'Or Torre la Sal - urbanizaciones N-340 Torreblanca - Tarragona |         | N-340 Oropesa del Mar - Castellón AP-7 E-15 Valencia - Barcelona |       |
|           | Comienzo de la carretera CV-148 Km. 0                                   |         | Fin de la carretera CV-148 Km. 0                                 |       |
|           | Cº Miravete                                                             |         | camino                                                           |       |
|           |                                                                         |         | camino                                                           |       |
|           | Tramo sin acondicionar Pista forestal                                   |         | Tramo sin acondicionar Pista forestal                            |       |
|           |                                                                         |         | camino                                                           |       |
|           | Cabanes                                                                 |         |                                                                  |       |
|           | Cabanes                                                                 |         |                                                                  |       |
|           | Fin de la carretera CV-148                                              |         | Comienzo de la carretera CV-148                                  |       |
|           | Cabanes                                                                 |         | CV-10 CV-13 aeropuerto Benlloch - San Mateo                      |       |
|           | CV-10 Puebla Tornesa - Castellón CV-159 Vall d'Alba                     |         |                                                                  |       |

## Futuro de la CV-148
No hay nuevos datos